# Gerovo
Gerovo est une localité de Croatie située dans la municipalité de Čabar, dans le comitat de Primorje-Gorski Kotar. En 2001, la localité comptait 722 habitants.

## Démographie
| 1948 | 1953 | 1961  | 1971 | 1981 | 1991 | 2001 |
| ---- | ---- | ----- | ---- | ---- | ---- | ---- |
| 681  | 796  | 1 210 | 807  | 840  | 807  | 722  |